# ECall
eCall — европейская система автоматического оповещения о дорожных происшествиях на автотранспортах, является проектом «eSafety» — инициативы Европейской комиссии.
Целью проекта является уменьшение на 2500 летальных случаев во время дорожных инцидентов. До 2015 года планируется обязать производителей автотранспорта начать установку системы на новых авто. В отличие от уже существующих подобных систем («Volvo On Call», «Peugeot Connect SOS») и благодаря европейской системе 112 (Е112) планируется обеспечить функционирование системы на всей территории Европейского союза.

## Технические характеристики
Система срабатывает при дорожно-транспортном происшествии (автоматически или в ручном режиме) и отправляет в местный центр экстренной службы 112 пакет информации, так называемый eCall, который включает в себя минимальный набор данных: дата и время активации, географические координаты, курс, данные о транспортном средстве и провайдере связи, eCall-Qualifier — данные о типе вызова (автоматический или ручной). Одновременно автоматически устанавливается телефонная связь с салоном авто. Также возможна передача дополнительной информации с бортового компьютера машины.